# 2010年夏季青年奧林匹克運動會劍擊比賽
2010年夏季青年奧林匹克運動會劍擊比賽於8月15日至8月18日在新加坡的新達城新加坡國際會議展覽中心舉行。賽事共有7個小項，並會產生7面金牌。參賽的運動員必須於1993年1月1日至1994年12月31日前出生。

## 獎牌榜
| 排名  | 国家／地区    | 金牌 | 银牌 | 铜牌 | 總數 |
| ----- | ------------- | ---- | ---- | ---- | ---- |
| 1     | 意大利（ITA） | 3    | 2    | 0    | 5    |
| 2     | 俄罗斯（RUS） | 1    | 1    | 0    | 2    |
| 3     | 韩国（KOR）   | 1    | 0    | 1    | 2    |
| 4     | 中国（CHN）   | 1    | 0    | 0    | 1    |
| 5     | 美国（USA）   | 0    | 2    | 0    | 2    |
| 6     | 德国（GER）   | 0    | 1    | 2    | 3    |
| 7-9   | 波兰（POL）   | 0    | 0    | 1    | 1    |
| 7-9   | 匈牙利（HUN） | 0    | 0    | 1    | 1    |
| 7-9   | 加拿大（CAN） | 0    | 0    | 1    | 1    |
| Total | Total         | 6    | 6    | 6    | 18   |

## 各項成績
| 項目             | 金牌 | 银牌 | 铜牌 |
| 男子個人軍刀     | 宋仲勋 · 韩国（KOR） | 阿菲德 · 意大利（ITA） | 哈布斯 · 德国（GER） |
| 女子個人軍刀     | 亚娜·叶戈良 · 俄罗斯（RUS） | 梅尔扎 · 美国（USA） | 穆赫 · 德国（GER） |
| 男子個人鈍劍     | 鲁佩里 · 意大利（ITA） | 亚历山大·马西亚拉斯 · 美国（USA） | 李侊炫 · 韩国（KOR） |
| 女子個人鈍劍     | 卡米拉·曼奇尼 · 意大利（ITA） | 阿勒科西娃 · 俄罗斯（RUS） | 卢普科维奇 · 匈牙利（HUN） |
| 男子個人銳劍     | 马尔科·菲凯拉 · 意大利（ITA） | 博多克兹 · 德国（GER） | 里索夫 · 加拿大（CAN） |
| 女子個人銳劍     | 林聲 · 中国（CHN） | 阿尔贝塔·圣图乔 · 意大利（ITA） | 斯瓦托夫斯卡 · 波兰（POL） |
| 混合團體（詳細） | 混合代表隊 欧洲1队 · 俄羅斯 · 亚娜·叶戈良 · 義大利 · 马尔科·菲凯拉 · 義大利 · 卡米拉·曼奇尼 · 義大利 · Leonardo Affede · 義大利 · 阿尔贝塔·圣图乔 · 義大利 · Edoardo Luperi | 混合代表隊 欧洲2队 · 德国 · Anja Musch · 德国 · Nikolaus Bodoczi · 俄羅斯 · Victoria Alexeeva · 德国 · Richard Hubers · 波蘭 · Martyna Swatowska · 土耳其 · Burak Tevfik Babaoglu | 混合代表隊 美洲1队 · 美国 · Celina Merza · 加拿大 · Alexandre Lyssov · 加拿大 · Allana Goldie · 美国 · Will Spear · 美国 · Katharine Holmes · 美国 · 亚历山大·马西亚拉斯 |